# Kabinett Köhler (Baden)
Das Kabinett Köhler bildete vom 6. Mai 1933 bis 4. April 1945 die Landesregierung von Baden.
Mit Bekanntmachung vom 6. Mai 1933 ernannte Reichsstatthalter Wagner, Walter Köhler zum Ministerpräsidenten und Finanz- und Wirtschaftsminister. Zu seinem Stellvertreter wurde am 8. Mai der Minister des Kultus, des Unterrichts und der Justiz, Otto Wacker, ernannt.
Im Zuge des Umbaus des Bundesstaates zu einem Einheitsstaat wurde am 5. Dezember 1934 ein Zweites Gesetz zur Überleitung der Rechtspflege auf das Reich erlassen, das die Auflösung der Justizministerien der Länder per 1. Januar 1935 verfügte und die Landesjustizverwaltungen direkt dem Justizminister des Reichs unterstellte.
Am 14. Februar 1940 starb Otto Wacker und am 28. Mai wurde bekanntgegeben, dass Paul Schmitthenner mit der Führung der Geschäfte des Ministeriums für Kultus und Unterricht betraut wurde. Die Amtseinführung erfolgte am 4. Juni 1940. Zwischenzeitlich waren die Geschäfte durch Ministerialdirektor Gärtner geführt worden.
Köhler wurde am 4. April 1945 von französischen Truppen in Karlsruhe gefangen genommen. Reichsstatthalter Wagner beauftragte am 5. April den Freiburger Oberbürgermeister, Franz Kerber, mit der Wahrnehmung von Köhlers Aufgaben als Ministerpräsident und Finanz- und Wirtschaftsminister. Am 29. April war ganz Baden durch amerikanische und französische Truppen besetzt.
| Amt                                       | Name                                                     | Partei |
| ----------------------------------------- | -------------------------------------------------------- | ------ |
| Ministerpräsident Finanzen und Wirtschaft | Walter Köhler                                            | NSDAP  |
| Inneres                                   | Karl Pflaumer                                            | NSDAP  |
| Justiz (bis 31. Dezember 1934)            | Otto Wacker                                              | NSDAP  |
| Kultus und Unterricht                     | Otto Wacker † 14. Februar 1940 Ludwig Paul Schmitthenner | NSDAP  |
| Staatsrat (bis 28. Mai 1940)              | Paul Schmitthenner                                       | NSDAP  |